# Invasões Bárbaras (programa de rádio)
Invasões Bárbaras é um programa de rádio dedicado a tocar músicas de todos os países do mundo, prioritariamente nos idiomas locais. Estreou no dia 12 de junho de 2006 pela rádio UFMG Educativa, emissora coordenada pela Universidade Federal de Minas Gerais.
Com o subtítulo Músicas para derrubar o Império, o nome faz referência a um período histórico: eram considerados bárbaros todos os povos que não falavam o latim, língua oficial do Império Romano. Nos primeiros anos o programa se opôs totalmente à veiculação de músicas cantadas em inglês, o idioma que predomina nas rádios do Brasil e em todo o mundo. De certo modo, dentro do conceito do projeto, o idioma inglês era o alvo do "ataque" de bárbaros com o programa.
Apesar do nome e desse conceito, a razão de ser do projeto nunca foi se posicionar contra o idioma inglês ou as músicas americanas e inglesas. O real objetivo, segundo seus criadores, é abrir espaço para músicos e músicas de outros países, o que inclui valorizar artistas locais dentro de seus gêneros originais, fora do rótulo de world music.

## História

### Surgimento
Originalmente, o projeto era, ao mesmo tempo, um programa de rádio e um Trabalho de Conclusão de Curso em Comunicação Social de quatro estudantes da UFMG: Hidson Guimarães (graduando em publicidade e propaganda), Tiago Capixaba e Vetrô Vetromille (graduando em jornalismo), e Igor Costoli (jornalista, graduando em radialismo). A pesquisa discutia o mercado de música, a importância da língua inglesa na penetração em mercados internacionais e a validação dos mercados inglês e americano para a globalização de um artista ou banda.
O TCC e a conclusão da pesquisa foram apresentados em dezembro de 2006, diante de banca de avaliação acadêmica, na qual os quatro proponentes se graduaram.

### 1ª Fase: Pílulas Diárias
Pensado desde o início como projeto experimental prático, o Invasões Bárbaras foi ao ar pela primeira vez no dia 12 de junho de 2006. Em sua estreia, o projeto se apresentava como um programete diário, com cerca de 7 minutos de duração. Para dar sentido de unidade ao conteúdo, os programetes (também chamados "pílulas") iam ao ar de segunda a sexta, às 15h, cobrindo sempre um mesmo país a cada semana.
'Texto a negrito'O primeiro país a ganhar uma semana de pílulas diárias foi a Alemanha. O Invasões Bárbaras aproveitou a abertura da Copa do Mundo na Alemanha como gancho para sua estreia. Durante aquela semana, as pílulas mostraram, um panorama do cenário musical alemão - tocando bandas como o Die Ärzte, Juli, entre outros - além de buscar a derrubada de alguns estereótipos, como por exemplo, o preconceito de que o idioma alemão se presta mais a sons pesados, e não combinaria com estilos mais leves. O cantor Nosliw foi apresentado para se contrapor a esse mito.
A semana seguinte foi inteiramente dedicada ao Japão, à música feita no país e cantada em japonês. Foi com esta mesma proposta que o projeto seguiu aplicando seu conceito para um novo país a cada semana. Ao Japão seguiram-se Israel, Romênia, Coreia do Sul, Polônia, Uzbequistão, Argentina, Lituânia, Índia, entre outros. Enquanto manteve esse formato, o programa Invasões Bárbaras mandou ao ar cerca de 40 países diferentes, cada um com uma semana de pílulas contando um pouco da história, cultura, gêneros regionais, e sempre tocando a música de um artista local.

### 2ª Fase: Programa Semanal
Em 8 de junho de 2007, quase um ano depois da estreia, a rádio UFMG Educativa abriu mais um horário para o projeto em sua grade. Foi ao ar a primeira edição semanal, com uma hora de duração - inicialmente, às 22h de todas as sextas, com reprise às 17h dos domingos. O novo formato mantinha a proposta de conteúdo temático, mas com margem para apresentação de mais músicas, de diferentes países. Assim, cada edição do programa tornava-se mais musical e diversa, sem perda de informação e conteúdo.
Programa semanal e pílulas diárias coexistiram durante alguns meses até que o primeiro substituísse o segundo em definitivo. Primeiro, as pílulas passaram a ser reprisadas, até que sua exibição fosse encerrada. Atualmente, o programa vai ao ar apenas às 17h de domingo, podendo ser acessado posteriormente na web.

## Parcerias
A primeira e mais duradoura parceria do projeto Invasões Bárbaras é com a rádio UFMG Educativa, rádio tutelada pela Universidade Federal de Minas Gerais. Ocupa a faixa 104,5 do dial FM na região metropolitana de Belo Horizonte, sob a concessão para emissora educativa. Sua estreia foi em 12 de junho de 2006, e o programa segue no ar desde então.
Em seu primeiro ano o Invasões Bárbaras também fechou parceria com o programa Agenda, da Rede Minas de Televisão. Após serem entrevistados pelo programa cultural da emissora mineira, os integrantes do programa foram convidados a levar o projeto para a TV. Assim, durante dez meses o Invasões Bárbaras foi também quadro semanal dentro do programa Agenda, com um dos seus fundadores apresentando o videoclipe de um novo artista internacional. A parceria durou pouco mais de um ano.
Durante poucos meses, do final de 2009 ao início de 2010, o projeto teve espaço como blog de música na sessão de cultura do site da revista Caros Amigos. De janeiro de 2010 a junho de 2011, o Invasões Bárbaras abrigou seu material online publicando na sessão de blogs do portal online do jornal O Tempo.

## Especiais
De 2007 a 2009, o programa teve um desdobramento chamado DJs Bárbaros. Levando as músicas de todo o mundo para boates, bares e casas noturnas, os integrantes do projeto formaram um coletivo de DJs que durante dois anos apresentou o conteúdo do programa de rádio em pistas de dança. Nesse formato, tocaram em diversos estabelecimentos de Belo Horizonte, tais como A Obra Bar Dançante, Up!, Blackout, Ziriguidum e Uzina pub.
Em 2010, comemorando quatro anos do projeto, mandaram ao ar programações especiais em referência à Copa do Mundo da África do Sul durante todo o período do torneio. O gancho era comentar partidas entre as seleções do mundial e tocar músicas destes países. Anos antes os integrantes do projeto já haviam sido convidados por outros programas da rádio para falarem de futebol e música por ocasião da Copa América. Como a estreia do projeto havia sido em uma Copa, a parceria música futebol acabou sendo uma constante em todos esse anos.
Em 2014, com a Copa do Mundo no Brasil, o Invasões Bárbaras lançou o projeto Figurinhas da Música. Para cada um dos 64 jogos do mundial, o projeto apresentou um "pacote" com duas figurinhas, com artistas de cada um dos países em campo. Foi o primeiro especial produzido exclusivamente para a internet.
Ao todo, foram apresentados 128 artistas diferentes (mais um, referente ao campeão), e todos os 32 países participantes da Copa foram representados. Quanto mais avançavam na competição (e, logicamente, mais jogos faziam) mais artistas e bandas novas eram apresentadas em figurinhas.
Financiado com recursos da Lei Municipal de Incentivo à Cultura de Belo Horizonte, o especial De BH para o Mundo apresentou 12 novas bandas/artistas da capital mineira em cada um dos 12 meses do ano. Além da entrevista no programa de rádio, foram produzidos perfis das seguintes jovens bandas e artistas: Juventude Bronzeada, Erwins, Velejante, Julia Branco, Djalma Não Entende de Política, Wiliam Alves, Leo Assunção, Lamparina e a Primavera, Jota Quércia, Cayena, Luiza da Iola e Samora N'Zinga. Estes perfis foram traduzidos para o inglês, francês e espanhol, criando assim uma data base trilíngue da nova música de Belo Horizonte.